# Смаилагич, Ален
Ален Смаилагич (серб. Ален Смаилагић; род. 18 августа 2000 года в Белграде, Сербия, Югославия) — сербский профессиональный баскетболист, играющий на позиции тяжёлого форварда. Был выбран на драфте НБА 2019 года во 2-м раунде под общим 39-м номером командой «Нью-Орлеан Пеликанс» и был обменян в «Голден Стэйт Уорриорз».
Смаилагич является самым молодым игроком, игравшим в Джи-Лиге НБА.

## Карьера

### Ранние годы
В 2012 году Ален начал выступать за юношеские команды БК «Беко» из Белграда. В сезоне 2017/18 Смаилагич играл за «Беко» в юношеской сербской лиге и набирал в среднем 21,7 очка, 11,1 подбора и 1,9 блока за игру, сыграв 19 матчей. Своим выступлением он удостоился звания самого ценного игрока турнира.

### Беко (2017—2018)
Свой дебют во взрослом баскетболе Ален Смаилагич сделал в 2017 году за БК «Беко», выступающий в полупрофессиональной 3-й сербской лиге. Сыграв 10 матчей, Смаилагич набирал в среднем 15,9 очка, 5,0 подбора и 2,1 блока за игру.

### Санта-Круз Уорриорз (2018—2019)
20 октября 2018 года на драфте Джи-Лиги НБА Ален был выбран под 4-м номером командой «Саут-Бей Лейкерс», но он сразу же был обменян в «Санта-Круз Уорриорз», в которой он стал самым молодым игроком Джи-Лиги НБА в истории. Свой первый матч за «Уорриорз» Ален сыграл 3 ноября 2018 года, выйдя на 7 минут и набрав 3 очка. Всего за сезон Ален сыграл 47 игр и набирал в среднем 9,1 очка, 4,0 подбора, 1,0 ассиста и 0,9 блока за игру.

### Голден Стэйт Уорриорз (2019—2021)
На драфте НБА 2019 года был выбран во 2-м раунде под общим 39-м номером «Нью-Орлеан Пеликанс» и сразу был обменян в «Голден Стэйт Уорриорз» на выбор во втором раунде драфта 2021 и 2023 годов и денежную компенсацию.
В летней лиге НБА 2019 года Ален принял участие в 7-х играх, в среднем набирая 7,4 очка, 4,7 подбора и 1,1 ассиста за игру.
4 августа 2021 года «Уорриорз» отчислили игрока. За два сезона в составе «Голден Стэйт» он принял участие в 29 матчах (один - в старте), набирая в среднем 3,0 очка и 1,5 подбора за 7,7 минут за игру.

### Партизан (2021—настоящее время)
6 августа 2021 года Смаилагич официально подписал трехлетний контракт с клубом из своего родного города - белградским «Партизаном».

## Сборная Сербии
На чемпионате Европы среди юношей до 16 лет в 2016 году Смаилагич выступал за сборную Сербии. На том турнире Ален в среднем набирал 5,0 очков, 5,7 подборов и 0,3 ассиста за игру.

## Статистика

### Статистика в НБА
| Сезон                                                                                    | Команда      | Регулярный сезон | Регулярный сезон | Регулярный сезон | Регулярный сезон | Регулярный сезон | Регулярный сезон | Регулярный сезон | Регулярный сезон | Регулярный сезон | Регулярный сезон | Регулярный сезон | Серия плей-офф | Серия плей-офф | Серия плей-офф | Серия плей-офф | Серия плей-офф | Серия плей-офф | Серия плей-офф | Серия плей-офф | Серия плей-офф | Серия плей-офф | Серия плей-офф |
| Сезон                                                                                    | Команда      | GP               | GS               | MPG              | FG%              | 3P%              | FT%              | RPG              | APG              | SPG              | BPG              | PPG              | GP             | GS             | MPG            | FG%            | 3P%            | FT%            | RPG            | APG            | SPG            | BPG            | PPG            |
| ---------------------------------------------------------------------------------------- | ------------ | ---------------- | ---------------- | ---------------- | ---------------- | ---------------- | ---------------- | ---------------- | ---------------- | ---------------- | ---------------- | ---------------- | -------------- | -------------- | -------------- | -------------- | -------------- | -------------- | -------------- | -------------- | -------------- | -------------- | -------------- |
| 2019/20                                                                                  | Голден Стэйт | 14               | 0                | 9,9              | 50,0             | 23,1             | 84,2             | 1,9              | 0,9              | 0,2              | 0,3              | 4,2              | Не участвовал  | Не участвовал  | Не участвовал  | Не участвовал  | Не участвовал  | Не участвовал  | Не участвовал  | Не участвовал  | Не участвовал  | Не участвовал  | Не участвовал  |
|                                                                                          | Всего        | 14               | 0                | 9,9              | 50,0             | 23,1             | 84,2             | 1,9              | 0,9              | 0,2              | 0,3              | 4,2              | Не участвовал  | Не участвовал  | Не участвовал  | Не участвовал  | Не участвовал  | Не участвовал  | Не участвовал  | Не участвовал  | Не участвовал  | Не участвовал  | Не участвовал  |
| Наведите курсор мыши на аббревиатуры в заголовке таблицы, чтобы прочесть их расшифровку. |              |                  |                  |                  |                  |                  |                  |                  |                  |                  |                  |                  |                |                |                |                |                |                |                |                |                |                |                |

### Статистика в Джи-Лиге
| Сезон                                                                                    | Команда             | Регулярный сезон | Регулярный сезон | Регулярный сезон | Регулярный сезон | Регулярный сезон | Регулярный сезон | Регулярный сезон | Регулярный сезон | Регулярный сезон | Регулярный сезон | Регулярный сезон | Серия плей-офф | Серия плей-офф | Серия плей-офф | Серия плей-офф | Серия плей-офф | Серия плей-офф | Серия плей-офф | Серия плей-офф | Серия плей-офф | Серия плей-офф | Серия плей-офф |
| Сезон                                                                                    | Команда             | GP               | GS               | MPG              | FG%              | 3P%              | FT%              | RPG              | APG              | SPG              | BPG              | PPG              | GP             | GS             | MPG            | FG%            | 3P%            | FT%            | RPG            | APG            | SPG            | BPG            | PPG            |
| ---------------------------------------------------------------------------------------- | ------------------- | ---------------- | ---------------- | ---------------- | ---------------- | ---------------- | ---------------- | ---------------- | ---------------- | ---------------- | ---------------- | ---------------- | -------------- | -------------- | -------------- | -------------- | -------------- | -------------- | -------------- | -------------- | -------------- | -------------- | -------------- |
| 2018/19                                                                                  | Санта-Круз Уорриорз | 47               | 4                | 17,4             | 49,5             | 24,4             | 65,9             | 4,0              | 1,0              | 0,9              | 0,9              | 9,1              | 2              | 0              | 11,7           | 57,1           | 0,0            | 100,0          | 2,5            | 1,0            | 1,0            | 0,5            | 5,0            |
| 2019/20                                                                                  | Санта-Круз Уорриорз | 19               | 17               | 25,9             | 51,2             | 34,1             | 58,5             | 6,2              | 1,4              | 1,1              | 0,8              | 15,2             | Не участвовал  | Не участвовал  | Не участвовал  | Не участвовал  | Не участвовал  | Не участвовал  | Не участвовал  | Не участвовал  | Не участвовал  | Не участвовал  | Не участвовал  |
|                                                                                          | Всего               | 66               | 21               | 19,9             | 50,2             | 29,4             | 64,1             | 4,6              | 1,1              | 0,9              | 0,9              | 10,8             | 2              | 0              | 11,7           | 57,1           | 0,0            | 100,0          | 2,5            | 1,0            | 1,0            | 0,5            | 5,0            |
| Наведите курсор мыши на аббревиатуры в заголовке таблицы, чтобы прочесть их расшифровку. |                     |                  |                  |                  |                  |                  |                  |                  |                  |                  |                  |                  |                |                |                |                |                |                |                |                |                |                |                |